# Звін
51°22′01″ пн. ш. 3°22′09″ сх. д. / 51.36696° пн. ш. 3.36911° сх. д.
Звін — природний заповідник на узбережжі Північного моря, на кордоні Бельгії та Нідерландів. Є колишньою затокою, сформованою припливною течією, що у середні віки забезпечувала сполучення міста Брюгге з Північним морем.
Затока Звін спочатку утворилася через прорив узбережжя Фландрії штормом 1134 року, в результаті чого утворився канал завдовжки близько 15 км, що з'єднався через інші канали з гирлом Шельди далі на північний схід. Новий водний шлях забезпечив вихід до моря міста Брюгге, який швидко став одним з найважливіших портових міст середньовічної Європи. Тут утворилися також меньші міста. Проте з кінця XIII століття канал почав замулюватися і міліти, врешті-решт відрізавши Брюгге від моря.
Нинішній заповідник було утворено в 1952 році. Займає 1,25 км² у Кнокке-Гейст, Бельгія та 0,33 км² у Сльойс, Нідерланди. Відомий різноманітністю флори, стійкої до засолення грунту, та морською лавандою. Він популярний також серед спостерігачів за птахами. Тут є невеликий зоопарк з місцевими птахами і розташоване одне з небагатьох в Бельгії гніздівель білого лелеки.